# ジャック・クルカイ
ジャック・クルカイ（Jack Culcay、1985年9月26日 - ）は、ドイツのプロボクサー。エクアドルのアンバート出身。元WBA世界スーパーウェルター級レギュラー王者。

## 来歴
エクアドルのアンバートで生まれたクルカイは5歳のときに家族でドイツに移住し、12歳からボクシングを始めた。

### アマチュア時代
2007年10月、アメリカ合衆国のシカゴで開催された世界ボクシング選手権にウェルター級 (69kg) で出場するが、準々決勝でデメトリアス・アンドラーデに敗れた。
2008年8月、中華人民共和国の北京で開催されたオリンピックボクシング競技にウェルター級 (69kg) で出場するが、1回戦で金貞柱に敗れた。
2009年9月、イタリアのミラノで開催された世界ボクシング選手権にウェルター級(69kg)で出場し優勝し金メダルを獲得した。

### プロ時代

#### スーパーウェルター級
2009年12月19日、シュヴェリーンのスポーツ・アンド・コングレス・センターでデビュー戦を行い、4回3-0（3者とも40-36）の判定勝ちを収めた。
2012年8月25日、ベルリンのO2ワールドでフレデリック・セルレとWBAインターコンチネンタルスーパーウェルター級王座決定戦を行い、3回2分4秒TKO勝ちを収め王座獲得に成功した。
2012年9月29日、ハンブルクのシュポルトハレ・ハンブルクでマーク・トンプソンと対戦し、5回2分48秒TKO勝ちを収めWBAインターコンチネンタル王座の初防衛に成功した。
2012年12月15日、ニュルンベルクのアレーナ・ニュルンベルク・フェアズィッヒェルングでジャン・ミッシェル・ハミルカロと対戦し、5回2分26秒TKO勝ちを収めWBAインターコンチネンタル王座の2度目の防衛に成功した。
2013年4月27日、ハンブルクのシュポルトハレ・ハンブルクでグイド・ニコラス・ピットと対戦し、12回1-2（115-113、113-115、112-116）の判定負けを喫しWBAインターコンチネンタル王座の3度目の防衛に失敗した。
2013年10月26日、オルデンブルクのEWEアレーナでグイド・ニコラス・ピットと対戦し、12回3-0（2者が115-113、117-112）の判定勝ちを収め6ヵ月ぶりの再戦を制しWBAインターコンチネンタル王座への返り咲きに成功した。
2013年12月14日、ノイブランデンブルクのヤーン・シュポルト・フォルムでデュドネ・ベリンガと対戦し、12回3-0（2者が116-111、118-109）の判定勝ちを収めWBAインターコンチネンタル王座の初防衛に成功した。
2014年4月5日、ロストックのシュタットハレ・ロストックでサリム・ラルビと対戦し、12回3-0（3者とも117-111）の判定勝ちを収めWBAインターコンチネンタル王座の2度目の防衛に成功した。　
2014年8月16日、エアフルトのメッセ・エアフルトでEBU欧州スーパーウェルター級王者アイザック・レアルと対戦し、12回3-0（115-112、115-113、117-110）の判定勝ちを収めWBAインターコンチネンタル王座の3度目の防衛、EBU王座の獲得に成功した。
2014年12月26日、オルデンブルクのEWEアレーナでカリム・メルージと対戦し、12回3-0（116-113、119-109、118-110）の判定勝ちを収めEBU王座の初防衛に成功した。
2015年5月9日、フランクフルト・アム・マインのフェストハレ・フランクフルトでWBA世界スーパーウェルター級6位のモーリス・ウェーバーとWBA世界スーパーウェルター級暫定王座決定戦を行い、12回3-0（115-112、116-111、118-110）の判定勝ちを収め王座獲得に成功した。
2015年9月26日、ベルリンのマックス・シュメリング・ハレで初防衛戦を行う予定だったがクルカイの負傷で試合は中止になった。
2015年12月5日、ハンブルクのインゼルパルクハレでWBA世界スーパーウェルター級11位のデニス・ホーガンと対戦し、12回3-0（119-109、117-112、116-112）の判定勝ちを収め初防衛に成功した。
2016年4月9日、ポツダムのMBSアレーナ・ポツダムでWBA世界スーパーウェルター級13位のジャン・カルロス・プラダと対戦し、プラダが9回終了時に棄権した為TKO勝ちとなり2度目の防衛に成功した。
2016年6月8日、WBAはエリスランディ・ララのスーパー王座認定に伴いクルカイをWBA世界スーパーウェルター級レギュラー王者に認定した。
2016年8月15日、WBA世界スーパーウェルター級1位デメトリアス・アンドラーデとの指名試合の入札が行われ、クルカイを擁するヴィルフリート・ザウアーラントのザウアーラント・イベントが42万5000ドルを提示し、アンドラーデを擁するバーナー・プロモーションズが提示した20万1000ドルを上回った為、ザウアーラント・イベントが興行権を獲得した。ファイトマネーの分配はクルカイが75%に当たる318,750万ドル、アンドラーデが106250万ドルとなった。
2016年10月30日、上述の入札で興行権を獲得したザウアーラント・イベントは同年11月5日にポツダムのMBSアレーナ・ポツダムでタイロン・ツォイゲ対ジョバンニ・デ・カロリス戦と共にクルカイ対アンドラーデ戦を行う予定だったが、アンドラーデ陣営がWBAが設定した期限を過ぎても契約書に署名をしようとしなかった為、試合は中止となった。
2017年3月11日、ルートヴィヒスハーフェン・アム・ラインのフリードリヒ・エーベルト・ハレでWBA世界スーパーウェルター級2位のデメトリアス・アンドラーデと対戦し、12回1-2（2者が112-116、115-113）の判定負けを喫し3度目の防衛に失敗、王座から陥落した。
2017年10月21日、ニュージャージー州ニューアークのプルデンシャル・センターでマチェック・スレッキとスーパーウェルター級10回戦を行い、10回0-3（92-98、93-97、94-96）の判定負けを喫し再起に失敗した。
2018年2月、2011年より所属していたザウアーラント・イベントからプロモート契約を破棄され離脱、インゴ・ヴォルクマン率いるアルゴ・スポーツと契約した。

#### ミドル級
2018年3月10日、ギュータースローのスタッドハレ・ギュータースローでクレイグ・カニンガムとミドル級転向戦を行い、3-0の判定勝ちを収めた。
2018年12月8日、IBFはジャック・クルカイとセルゲイ・デレフヤンチェンコにIBF世界ミドル級王者ダニエル・ジェイコブスへの指名挑戦者決定戦で対戦するよう指令を出した。
2019年1月15日、IBF世界ミドル級挑戦者決定戦の入札が行われ、デレフヤンチェンコを擁するディベラエンターテイメントが425,515ドルを提示し、クルカイを擁するアルゴ・スポーツが提示した397,713ドルを上回った為、ディベラエンターテイメントが興行権を獲得した。
2019年4月13日、ミネアポリスのミネアポリス・アーモリーでセルゲイ・デレフヤンチェンコとIBF世界ミドル級挑戦者決定戦を行い、12回0-3 (2者が112-116、113-115) の判定負けを喫しダニエル・ジェイコブスへの挑戦権獲得に失敗した。

#### スーパーウェルター級復帰
2020年8月28日、ベルリンでアッバス・バラオウとIBF世界スーパーウェルター級2位決定戦を行い、12回2-1(115-114、113-116、115-113)の判定勝ちを収めジェイソン・ロサリオへの挑戦権を獲得した。
2024年4月6日、ベルリンでIBF世界スーパーウェルター級1位のバフラム・ムルタザリエフとIBF世界同級王座決定戦を行い、11回TKO負けを喫し王座獲得とはならなかった。

## 獲得タイトル
- WBAインターコンチネンタルスーパーウェルター級王座
- EBU欧州スーパーウェルター級王座
- WBA世界スーパーウェルター級暫定王座（防衛2→レギュラー王座に認定）
- WBA世界スーパーウェルター級レギュラー王座（防衛0）